# (39256) 2000 YE120
2000 واي إي 120 (ويعرف أيضًا باسم (39256) 2000 واي إي 120 وفق تسمية الكوكب الصغير) (بالإنجليزية: 2000 YE120)‏ هو كويكب ضمن حزام الكويكبات؛ وترتيبه 39256 من حيث الاكتشاف.
اكتُشف هذا الجُرم الفلكي بواسطة مرصد لويل للبحث عن الأجرام القريبة من الأرض في 19 ديسمبر 2000.

## وصلات خارجية
- (39256) 2000 YE120 في قاعدة بيانات مختبر الدفع النفاث لأجرام النظام الشمسي الصغيرة

- الاكتشاف · مخطط المدار ·  العناصر المدارية · المعلمات المادية

- (39256) 2000 YE120 على موقع ويكي سكاي: DSS2, SDSS, GALEX, IRAS, Hydrogen α, X-Ray, Astrophoto, Sky Map, Articles and images